# Alfred García
Alfred García Castillo (El Prat de Llobregat, 14 maart 1997) is een Spaanse zanger. Hij speelt bovendien trombone, gitaar, keyboard en drums.

## Biografie
Op vijftienjarige leeftijd bracht García zijn eerste album uit. In 2016 nam hij deel aan de Spaanse versie van The Voice. Hij werd echter reeds in de blind auditions uitgeschakeld. Eind 2017 nam hij deel aan Operación Triunfo, de talentenjacht die zijn doorbraak zou betekenen. Hij haalde de finale en eindigde daarin als vierde. In de marges van Operación Triunfo nam hij ook deel aan de Spaanse preselectie voor het Eurovisiesongfestival, en dit aan de zijde van Amaia Romero. Met Tu canción won het gelegenheidsduo de finale, waardoor het Spanje mocht vertegenwoordigen op het Eurovisiesongfestival 2018 in de Portugese hoofdstad Lissabon. Het duo eindigde in de op 12 mei gehouden finale als 23e.
1961: Conchita Bautista · 
1962: Víctor Balaguer · 
1963: José Guardiola · 
1964: Tim, Nelly & Tony · 
1965: Conchita Bautista · 
1966: Raphael · 
1967: Raphael · 
1968: Massiel · 
1969: Salomé · 
1970: Julio Iglesias · 
1971: Karina · 
1972: Jaime Morey · 
1973: Mocedades · 
1974: Peret · 
1975: Sergio & Estíbaliz · 
1976: Braulio · 
1977: Micky · 
1978: José Vélez · 
1979: Betty Missiego · 
1980: Trigo Limpio · 
1981: Bacchelli · 
1982: Lucía · 
1983: Remedios Amaya · 
1984: Bravo · 
1985: Paloma San Basilio · 
1986: Cadillac · 
1987: Patricia Kraus · 
1988: La Década · 
1989: Nina · 
1990: Azúcar Moreno · 
1991: Sergio Dalma · 
1992: Serafín Zubiri · 
1993: Eva Santamaría · 
1994: Alejandro Abad · 
1995: Anabel Conde · 
1996: Antonio Carbonell · 
1997: Marcos Llunas · 
1998: Mikel Herzog · 
1999: Lydia · 
2000: Serafín Zubiri · 
2001: David Civera · 
2002: Rosa · 
2003: Beth · 
2004: Ramón · 
2005: Son de Sol · 
2006: Las Ketchup · 
2007: D'Nash · 
2008: Rodolfo Chikilicuatre · 
2009: Soraya · 
2010: Daniel Diges · 
2011: Lucía Pérez · 
2012: Pastora Soler · 
2013: El Sueño de Morfeo · 
2014: Ruth Lorenzo · 
2015: Edurne · 
2016: Barei · 
2017: Manel Navarro · 
2018: Alfred & Amaia · 
2019: Miki · 
2021: Blas Cantó · 
2022: Chanel · 
2023: Blanca Paloma · 
2024: Nebulossa · 
2025: Melody
- Biblioteca Nacional de España: XX6013975
- Catàleg d'autoritats de noms i títols de Catalunya: 981058610893306706
- International Standard Name Identifier: 0000 0004 7587 8029
- MusicBrainz: ff6d3cc2-46ef-4a51-bc91-58b88f097fe5
- Virtual International Authority File: 182156858609049780008
- WorldCat: E39PBJpDVBQQPVYJbhD8QXVHmd